# Kościół św. Józefa w Orzechowie
Kościół pw. św. Józefa – zabytkowy gotycki kościół filialny parafii Chrystusa Króla w Sikorkach z przełomu XV i XVI wieku, zbudowany z kamienia narzutowego i cegły położony w Orzechowie, w województwie zachodniopomorskim, w powiecie goleniowskim, w gminie Płoty. Wpisany do zachodniopomorskiego rejestru zabytków pod numerem A-342 z 25 marca 2008 roku.

## Opis
Świątynia została zbudowana na planie prostokąta, z półkolistym prezbiterium, które wzniesiono z cegły w XIX wieku (1878) jako oddzielną część budynku. Wieża, pokryta deskami, wyrasta z korpusu kościoła i jest zwieńczona hełmem z krzyżem. Dach nad nawą główną jest dwuspadowy, a nad prezbiterium pięciospadowy. 
Wnętrze kościoła ma drewniany strop, podczas gdy prezbiterium jest sklepione. W głównym, drewnianym ołtarzu znajduje się obraz Jezusa Chrystusa, a poniżej niego umieszczono tabernakulum. W lewym ołtarzu bocznym znajduje się wizerunek św. Józefa trzymającego Dzieciątko i lilię, a w prawym – obraz Maryi z Dzieciątkiem w typie Hodegetrii, pod którym widnieje portret bł. Jana Pawła II. W kościele znajduje się również drewniana chrzcielnica oraz stacje Drogi Krzyżowej rozmieszczone na ścianach.

## Historia
Kościół pochodzi z okresu średniowiecza. Powstał na przełomie XV i XVI wieku. W 1878 roku zbudowano prezbiterium oraz wschodni szczyt z cegły. W czasach powojennych świątynia poświęcona 19 grudnia 1945 roku przez księdza Bogdana Szczepanowskiego TChR.